# Melissa Shook
Melissa Shook (geboren am 18. April 1939 in Manhattan (New York); gestorben am 27. August 2020 in Chelsea (Massachusetts)) war eine amerikanische Fotografin, Künstlerin und Lehrerin.

## Leben
Melissa Shook war die Tochter von Robert C. und Sophia Strunk Shook. 1951 starb ihre Mutter an Krebs. Mit 16 realisierte sie, dass sie ihre Mutter nur von wenigen Fotos kannte. Zu ihrem 18. Geburtstag bekam sie von ihrem Vater eine Pentax geschenkt.
Melissa Shook studierte am Bard College, an der Arts Students League und später Fotografie bei Minor White. Am 22. Januar 1965 wurde ihre Tochter Kristina Lisa „Krissy“ geboren. Ab 1966 begann sie das Leben von Krissy fotografisch zu dokumentieren. Daneben musste sie arbeiten, da ihr Freund und Vater von Krissy als schwarzer Maler keine Aufträge erhielt und sie neben dem Lebensunterhalt auch die Malutensilien für ihn finanzieren musste. Diese Fotoreihe setzte sie fort, bis ihre Tochter mit 18 die High School beendete. Vom Dezember 1972 bis Dezember 1973 folgte mit „Daily Self-Portraits“ ein weiteres Projekt. Auch hier versuchte sie das tägliche Leben zu dokumentieren. Später erkannte sie, dass diese Leidenschaft zur Fotodokumentation daraus resultierte, dass sie kaum Erinnerungen an ihre eigene Kindheit hat.
Als alleinerziehende Mutter lebte sie unter ärmlichen Verhältnissen in der Lower East Side und verdiente den Lebensunterhalt mit Gelegenheitsjobs. Der Kindsvater lebte in Kalifornien.
Ihr Durchbruch kam 1974, als einige ihrer Fotos im Fotomagazin Camera 35 („In Search of Melissa“, Camera 35 Personal Pictures Annual 1974) erschienen. In der Folge erhielt sie Jobangebote als Dozentin und acht Fotos wurden vom Museum of Modern Art in New York erworben. Schließlich vermittelte ihr der Editor von Camera 35, Jim Hughes, eine Dozenten-Tätigkeit beim Massachusetts Institute of Technology Creative Photography Lab. 1974 zog sie deshalb nach Boston. Bis 1977 war sie beim MIT tätig. Von 1979 bis 2005 war sie Associated Professor im Art Department an der University of Massachusetts und lehrte zeitweise Fotografie in Boston. In Boston besuchte sie oft die Rennbahn Suffolk Downs. Später dokumentierte sie vor allem das Leben in den Betriebseinrichtungen und Stallungen.
Im Januar 2019 wurde bei ihr ein Hirntumor festgestellt. An dieser Erkrankung starb sie am 27. August 2020.
Ihre Tochter Kristina Shook ist ebenfalls Künstlerin.

## Werke (Auswahl)

### Ausstellungen (Auswahl)
- 1975: „Melissa Shook (daily self-portraits)“; Foto Gallery in New York und im MIT Creative Photo Lab Gallery, Cambridge, Massachusetts
- 1976–1986: „Krissy“; MIT Creative Photo Lab Gallery, Foto Gallery in New York und Work Space Gallery (University of Colorado in Boulder)
- 1989–1990: „1701 James Street“; Mather Gallery, Case Western Reserve, Cleveland (Ohio) und Onondaga County Public Library, Syracuse, New York.
- 1991–1995: „Streets Are For Nobody, Homeless Women Speak“ unter anderem in der Mills Gallery, Boston Center for the Arts; Mather Gallery, Case Western Reserve University, Cleveland; Metroland Medical Center, Cleveland; Towne Art Gallery, Wheelock College, Boston
- 1995 „Aging“; The Trustman Art Gallery, Simmons College, Boston;

Daneben war sie auch ab 1972 in verschiedenen Gruppenausstellungen präsent.

### Permanente Ausstellungen
- Nelson-Atkins Museum of Art, Kansas City, Missouri
- Center for Creative Photography, University of Arizona, Tucson, Arizona
- Museum of Modern Art, New York
- Fotografiska Museet, Moderna Museet, Stockholm, Schweden.
- Bibliothèque nationale de France, Paris, Frankreich
- Light Work, Syracuse University, Syracuse, New York
- Visual Studies Workshop, Buffalo, New York
- Cuyahoga County Board of Mental Retardation and Developmental Disabilities, Cleveland, Ohio.
- Federation for Community Planning, Cleveland, Ohio.
- The Center for Photography at Woodstock, Woodstock, New York.
- Lawrence History Center, Lawrence, Massachusetts

### Videos
- 2007: „How to Fight, a portrait of Joyce Watson“: Video über die Guyanerin Joyce Watson
- 2008: „Identity, Have Some“: Improvisationen gemeinsam mit ihrer Tochter Kristina Shook
- 2011:„Kemper and Me“: Gespräch übers Altwerden
- 2013: „Jimmy Sullivan – and that, too“: Video über den Transvestiten Jimmy Sullivan, der nach einem schwulenfeindlichen Angriff einen Gedächtnisverlust erlitten hatte
- 2014: www.pennyanteproductions.com: Interviews mit Mitarbeitern der Pferderennbahn Suffolk Downs
- 2014: www.briarhillthoroughbreds.com: Dokumentation des Gestüts von George Brown in Rehoboth

### Bücher
- 2004: „The Real Story“, Family Reunion, Gedichte zur Erziehung erwachsener Kinder, Chickory Blue Press.
- 2010: „The Real Story“, Gedichte, Finishing Line Press, Georgetown, Kentucky.
- 2010: „Magritte’s Rider“, Gedichte, Pudding House Press Chapbook Series, Columbus, Ohio.
- 2010: „Near“, Ellen La Forge Memorial Poetry Foundation: Boston, Massachusetts.
- 2012: „My Suffolk Downs“, 30 Gedichte und 19 Schwarzweißfotos, Pressed Wafer and Kat Ran Press, Boston, Massachusetts
- 2014: „He Says, She Says, I Say, and Nobody Tells the Truth, Whatever That Is“, Erzählung, Turning Point